# آمپارافاراوولا
آمپارافاراوولا (Amparafaravola) یکی از ۵ ناحیه منطقه آلائوترا-مانگورو واقع در کشور ماداگاسکار می باشد. مرکز این ناحیه آمپارافاراوولا است.